# Miltbrandangrebet i USA 2001
Miltbrandangrebet i USA 2001 foregik over flere uger efter den 18. september 2001 (en uge efter 11. september-angrebet). Flere breve med miltbrandssporer blev sendt til nyhedsredaktioner og medlemmer af USA's senat. Fem mennesker døde af miltbrandsinfektioner. 

## Sammenfatning
Den 18. september 2001 sendtes fem breve som indeholdt et brunt pulver. Brevene blev stemplet i et postcenter i Trenton i staten New Jersey og var adresseret til tre nyhedsstationer og to dagblade. Fire af disse var adresser i New York City.
Den 9. oktober 2001 stempledes yderligere to breve i Trentons postcenter. Denne gang indeholdt brevene en mere potent form for miltbrand. De var adresseret til to US-senatorer, demokraten Tom Daschle (senator for South Dakota) og demokraten Patrick Leahy (senator for Vermont).
Ingen er blevet dømt for angrebet. Bruce Edwards Ivins, som forskede i biologisk krigsførelse ved et af den amerikanske hærs forskningsinstitutioner, begik selvmord den 29. juli 2008, kort inden han ellers ville blive anklaget for at stå bag angrebet. 